# Pseudomyrmex osurus
Pseudomyrmex osurus är en myrart som först beskrevs av Auguste-Henri Forel 1911.  Pseudomyrmex osurus ingår i släktet Pseudomyrmex och familjen myror. Inga underarter finns listade i Catalogue of Life.

## Bildgalleri

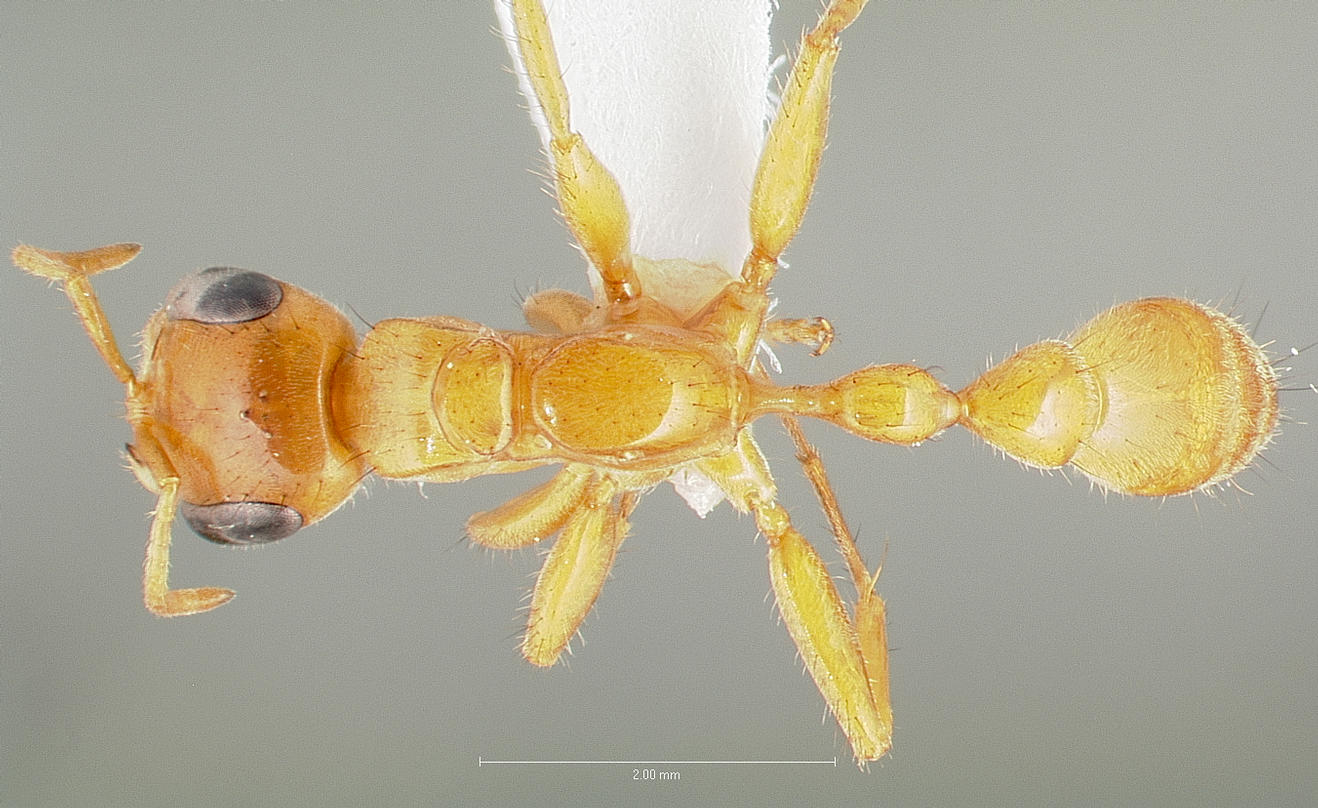
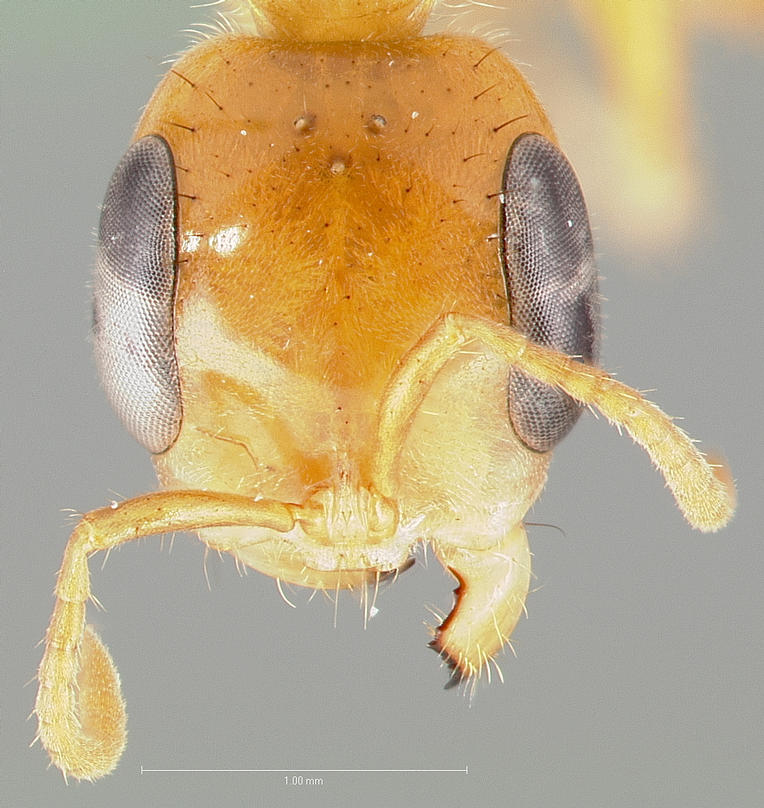
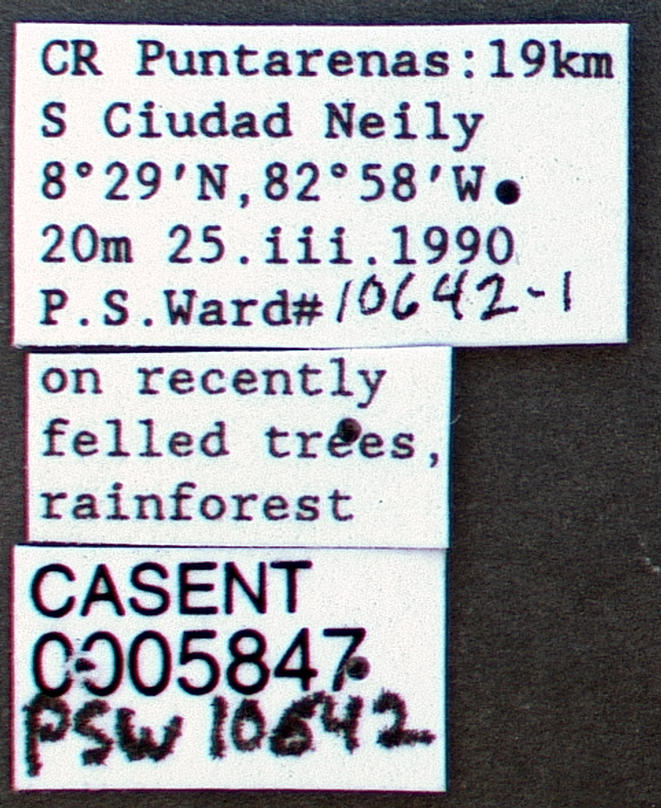
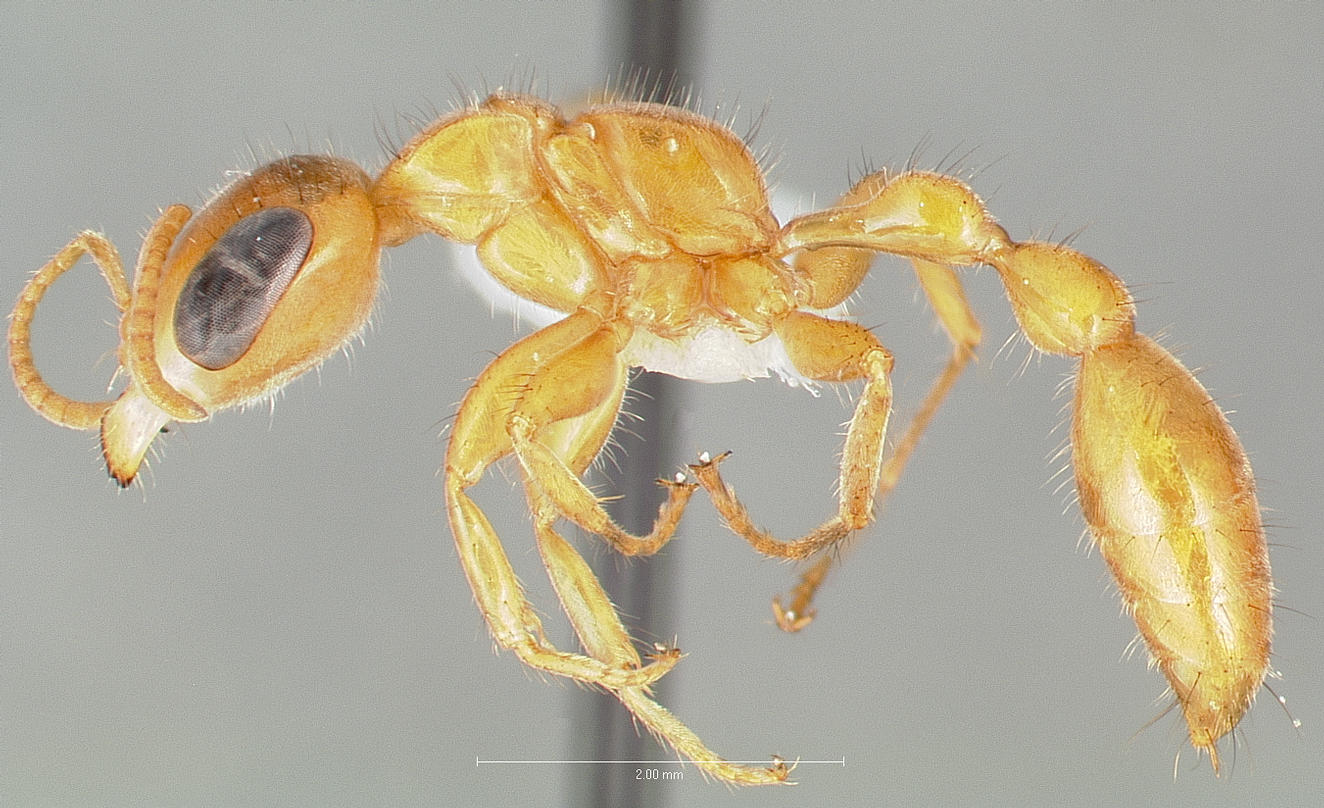